# Hirtella silicea
Hirtella silicea là một loài thực vật có hoa trong họ Cám. Loài này được Griseb. mô tả khoa học đầu tiên năm 1860.